# Paul Gillon
Paul Gillon (* 11. Mai 1926 in Paris; † 21. Mai 2011 in Amiens) war ein französischer Comiczeichner.

## Werdegang
Paul Gillon war wegen einer Knochentuberkulose von seinem sechsten bis zu seinem zwölften Lebensjahr im Sanatorium in Berck. Als er nach dieser Zeit in die Schule kam, fand er keinen Anschluss an seine Klassenkameraden. Er blieb Einzelgänger und rettete sich mit seinem Zeichnen durch die Schulzeit. Von einer religiösen Schule in Vincennes wurde er nach drei Monaten gefeuert. 
Gillon war Autodidakt. Er zeichnete bereits mit 14 Jahren Karikaturen für die Zeitschriften Samedi Soir, France Dimanche und Gavroche. 1947 erhielt er eine Anstellung bei der Comiczeitschrift Vaillant; er übernahm die Serien Lynx Blanc, Capitaine Cormoran und Wango und arbeitete dabei mit den Autoren Roger Lécureux und Jean Ollivier zusammen. Mit Fils de Chine schuf er 1950 seine erste eigene Serie, in der er Mao Zedong porträtierte. Die 160 Seiten lange Geschichte zeichnete er in schwarz-weißen, voneinander nahezu unabhängigen Panels, bei denen die Textblöcke den Zusammenhang zwischen den Bildern herstellten.
1961 begann Gillon eine Zusammenarbeit mit dem Journal de Mickey. Bis 1964 zeichnete er für dieses Magazin mehrere Folgen der Serie Les temps des copains nach Texten von Jean Canolle. Hierbei handelte es sich um eine Adaption der gleichnamigen Fernsehserie, die wiederum die Adaption eines Romans von Canolle war. Weitere Arbeiten für das Journal de Mickey waren La déesse d'or (1961), eine Fortsetzung zu der gleichnamigen Fernsehserie, Téva (1973), eine Adaption der gleichnamigen Fernsehserie nach Texten von Georges Tardy, und schließlich Le Fantôme de Barbe Noire (1977), eine Adaption des Spielfilms Blackbeard’s Ghost von Robert Stevenson.
Mit Jean-Claude Forest erarbeitete Gillon ab 1964 die Serie Die Schiffbrüchigen der Zeit, die in dem Magazin Chouchou erschien. Die Serie um ein Paar aus dem 20. Jahrhundert, das in einer Raumkapsel nach 1000-jährigem Tiefschlaf wiedererwacht und sich mit den Bewohnern des Sonnensystems arrangieren muss, wurde nach neun Seiten eingestellt und erst 1974 in der Tageszeitung France Soir fortgesetzt. Bekannt wurde sie mit den weiteren Veröffentlichungen ab 1977 in Métal Hurlant. Ab Band 5 übernahm Gillon auch das Schreiben der Szenarios.
Von 1959 bis 1972 zeichnete er für France Soir den Daily strip 13, Rue de l'Espoir. Es erschienen 4139 Folgen, die Anfang der 1980er Jahre in zwei Sammelbänden von Les Humanoïdes Associés erneut veröffentlicht wurden.
Von 1984 bis 1991 schuf Gillon die vierteilige postapokalyptische Comicserie Die Überlebende (Original: La Survivante). Diese Serie handelt von einer jungen Frau, die beim Tauchen durch einen plötzlichen Wasseranstieg für mehrere Tage in einer Höhle gefangen war. Als sie schließlich wieder auftaucht, sind fast alle Menschen verbrannt; nur die Roboter sind übrig geblieben. Diese bevölkern nun die Welt und gehen ihren sinnlos gewordenen Tätigkeiten nach. Die Comicserie erschien zuerst in L’Écho des Savanes. Auf Deutsch erschien Die Überlebende zuerst bei Alpha-Comic und danach im All Verlag.

## Auszeichnungen
1982 erhielt er den Grand Prix de la Ville d’Angoulême auf dem Internationalen Comicfestival in Angoulême.

## Werke (Auswahl)
- 1947 Lynx Blanc (Autor: Roger Lécureux)
- 1950–1953 Fils de Chine
- 1954 Capitaine Cormoran (Autor: Jean Ollivier)
- 1958 Wango (Autor: Roger Lécureux)
- 1964–1989 Les Naufragés du Temps (Autor: Jean-Claude Forest, dt. Die Schiffbrüchigen der Zeit, Splitter)
- 1968 Jérémie
- 1977 L'Histoire du Socialisme en France (Autor: Claude Moliterni)
- 1978 Les Léviathans (dt. Leviathan, Ehapa)
- 1985 Au Nom de tous les Miens (Autor: Patrick Cothias)
- 1985 bis 1991 La Survivante veröffentlicht in L’Écho des Savanes[11]

Französische Gesamtausgabe aller vier Teile in einem Band:
* La survivante: L'intégrale, Verlag Drugstore 6. August 2008, ISBN 978-2226175557
Deutsche Ausgaben:
* Die Überlebende 1, All Verlag Wipperfürth, 2016, ISBN 978-3-926970-64-0
* Die Überlebende 2: Der Erbe, All Verlag Wipperfürth, 2016, ISBN 978-3926970688
* Die Überlebende 3: Die Vergeltung, All Verlag Wipperfürth, 2016, ISBN 978-3926970763
* Die Überlebende 4, Das Ultimatum, All Verlag Wipperfürth, 2017, ISBN 978-3926970886
- 1993 Jehanne
- 1996 La Dernière des Salles Obscures (Autor: Denis Lapière)
- 2000 Le Contrat
- 2002 La Veuve Blanche
- 2004 L'Ordre de Cicéron (Autor: Richard Malka)
- 2005 Quintet Band 2 (Autor: Frank Giroud, dt. Quintett. Die Geschichte des Alban Meric. Comicplus+)